# The Perfect Find
The Perfect Find är en amerikansk romantisk dramakomedifilm från 2023 som hade premiär i USA den 23 juni 2023. Filmen är regisserad Numa Perrier efter ett manus skrivet av Leigh Davenport. Den är baserad på Tia Williams bok med samma namn. I huvudrollerna ses Gina Torres, Keith Powers och Gabrielle Union, där Union också är medproducent.

## Handling
Filmen kretsar kring 40-åriga Jenna Jones, som riskerar sin karriär och sin ekonomi för att ett ge sig in i en hemlig romans med sin chefs son.

## Roller (i urval)
- Gabrielle Union – Jenna Jones
- Gina Torres – Darcy Vale
- Keith Powers – Eric
- La La Anthony – Elodie
- Aisha Hinds – Billie
- Janet Hubert – Monica
- Latoia Fitzgerald
- Remy Ma
- Diana Noris – Helena
- Phoenix Noelle
- Ts Madison
- Numa Perrier – Pearl Bailey